# Lichans-Sunhar
Lichans-Sunhar é uma comuna francesa na região administrativa da Nova Aquitânia, no departamento dos Pirenéus Atlânticos. Estende-se por uma área de 3,44 km². Em 2010 a comuna tinha 84 habitantes (densidade: 24,4 hab./km²).